# Акифьев, Алексей Павлович
Алексей Павлович Акифьев (14 октября 1938, Балашиха, Московская область — 8 января 2007, Москва) — советский и российский генетик и радиобиолог, доктор биологических наук, профессор, известный своими лекциями и научно-популярными статьями.

## Биография
В 1956 году окончил с золотой медалью среднюю школу в г. Балашиха, Московской области и поступил в 2-й Медицинский институт. С июня 1957 года стал активно посещать лекции ученых-генетиков в Московском обществе испытателей природы.
С 1978 по 2000 годы являлся заместителем председателя бюро секции генетиков в этом обществе. В 1963 году поступил в аспирантуру по специальности «генетика». Научным руководителем Акифьева был Николай Петрович Дубинин. В 1967 году защитил кандидатскую диссертацию, а в 1986 году — докторскую. В 1990 году ему было присвоено звание профессора.
В течение многих лет А. П. Акифьев руководил исследованиями в области мутагенеза. С 1965 по 1975 годы работал в Институте общей генетики им. Н. И. Вавилова АН СССР. С 1975 по 1997 годы руководил группой молекулярных механизмов мутагенеза в Институте химической физики имени Н. Н. Семёнова РАН. С 1997 года и до последних дней являлся главным научным сотрудником и руководителем группы мутагенеза в Институте общей генетики им. Н. И. Вавилова, РАН.
С 1963 года начал заниматься педагогической работой: читает лекции по генетике во 2-м Мединституте, МГУ им. М. В. Ломоносова, Нижегородском Университете, в Московском инженерно-физическом институте. Являлся профессором университета «Дубна».

## Научные интересы
Основной профиль его научных интересов: молекулярная организация и эволюция геномов высших растений и животных, мутагенез и генетика старения. А. П. Акифьев внес неоценимый вклад в исследование механизмов структурного мутагенеза в клетках высших организмов. Мировое признание получили его работы по радиационной биологии. Важное место в его исследованиях занимала тема диминуции хроматина у копепод. Впервые в России изучение этой проблемы было начато в 1989 году именно А. П. Акифьевым. Он был первым, кто связал проблему диминуции хроматина с проблемой избыточности генома эукариот.

## Награды
- Награждён медалью «За трудовую доблесть».
- Его исследования, посвящённые диминуции хроматина у циклопов, были отмечены премией издательства МАИК «Наука/Интерпериодика» в 2005 году[3].
- В 2006 году указом Главы Российского Императорского дома Великой княгини Марии Владимировны А. П. Акифьеву был присвоен дворянский титул за многолетнюю работу в качестве лектора на конференциях Дворянского собрания России, книгу «Генетика и судьбы», публикации в «Дворянском вестнике» и «Дворянском альманахе»[4].

## Публикации
- Алиханян С.И, Акифьев А.П, Чернин Л. С. Общая генетика: учебник для ун-тов по спец. «Биология». — М.: Высшая школа, 1985. — 445 с.
- Акифьев А. П. Генетика и судьбы. — М.: Центрполиграф, 2001. — 317 с. — (Россия забытая и неизвестная: На великом переломе).
- Лысов П.К, Акифьев А.П, Добротина Н. А. Биология с основами экологии: учебник для студентов естественнонаучных, технических и гуманитарных направлений и специальностей вузов. — М.: Высшая школа, 2010. — 656 с.
- Akifjev A.P., Aingorn E.D. DNA synthesis related to genome activation in human lymphocytes cultured in vitro (англ.) // Exp. Cell Res.[англ.] : journal. — 1972. — December (vol. 75, no. 2). — P. 369—378. — PMID 4264732.
- Obukhova L.K., Nakaidze N.Sh., Serebryany A.M., Smirnov L.D., Akifiev A.P. Experimental analysis of the mechanisms of ageing in Drosophila melanogaster (англ.) // Exp Gerontol. — 1979. — Vol. 14, no. 6. — P. 335—341. — PMID 119648.
- Хакимов Х.А., Эргашев А.-К.Э., Македонов Г.П., Акифьев А.П. Особенности мутагенного действия гамма-лучей и N-нитрозометилмочевины в различных отрезках синтеза ДНК // Биополимеры и клетка. — 1986. — Т. 2, № 4. — С. 335—341.
- Akifiev A.P., Belyaev I.Ya., Ivanischeva M.Yu. The general mechanism of chromosomal mutagenesis: basic and applied aspects (англ.) // Acta Biol Hung. — 1990. — Vol. 41, no. 1—3. — P. 3—7. — PMID 2094127.
- Акифьев А. П., Гришанин А. К. Некоторые биологические аспекты диминуции хроматина // Журн. общ. биол. — 1993. — Т. 54, № 1. — С. 5—16. — PMID 8484280.
- Акифьев А. П., Беляев И. Я., Гришанин А. К., Дегтярев С. В., Худолий Г. А. Аберрации хромосом, диминуция хроматина и их значение для понимания молекулярно-генетической организации эукариотических хромосом // Радиационная биология. Радиоэкология. — 1996. — Т. 36, № 6. — С. 789—797. — PMID 9026284.
- Акифьев А. П., Гришанин А. К., Дегтярев С. В. Диминуции хроматина, сопровождающиеся реорганизаций молекулярной структуры генома: эволюционные аспекты // Генетика. — 1998. — Т. 34, № 6. — С. 709—718. — PMID 9719920.
- Grishanin A.K., Akifyev A.P. Interpopulation differentiation within C. kolensis and C. strenuus strenuus (Crustacea: Copepoda): evidence from cytogenetic methods (недоступная ссылка — история) (англ.) // Hydrobiology. — 2000. — Vol. 417, no. 1. — P. 37—42. — doi:10.1023/A:1003819809155.
- Акифьев А.П., Потапенко А. И. Ядерный генетический материал как инициальный субстрат старения животных // Генетика. — 2001. — Т. 37, № 1. — С. 1445—1458. — PMID 11771299.
- Гришанин А.К. , Дегтярев С.В, Акифьев А. П. Радиочувствительность хромосом в связи с диминуцией хроматина у циклопов (Crustacea, Copepoda) // Генетика. — 2002. — Т. 38, № 4. — С. 468—472. — PMID 12018163.
- Degtyarev S., Boykova T., Grishanin A., et al. The molecular structure of the DNA fragments eliminated during chromatin diminution in Cyclops kolensis (англ.) // Genome Res. : journal. — 2004. — November (vol. 14, no. 11). — P. 2287—2294. — doi:10.1101/gr.2794604. — PMID 15520291. — PMC 525688.
- Акифьев А.П., Гришанин А. К. Некоторые заключения о роли избыточной ДНК и механизмах эволюции генома эукариот, которые можно сделать на основании изучения диминуции хроматина у Cyclopoida // Генетика. — 2005. — Т. 41, № 4. — С. 466—479. — PMID 15909908.
- Гришанин А. К., Акифьев А.П. Особенности радиационного мутагенеза у Cyclops kolensis и Cyclops insignis (Crustacea, Copepoda) // Радиационная биология. Радиоэкология. — 2005. — Т. 45, № 3. — С. 294—298. — PMID 15909908.
- Гришанин А.К., Шеховцов А.К., Бойкова Т.В., Акифьев А.П., Жимулев И.Ф. Проблема диминуции хроматина на рубеже XX и XXI веков // Цитология. — 2006. — Т. 48, № 5. — С. 379—397. — PMID 16892848. Архивировано 4 марта 2016 года.